# 2987 Sarabhai
2987 Sarabhai è un asteroide della fascia principale del diametro medio di circa 17,97 km. Scoperto nel 1960, presenta un'orbita caratterizzata da un semiasse maggiore pari a 2,8872433 UA e da un'eccentricità di 0,0619817, inclinata di 1,01320° rispetto all'eclittica.